# Пјанчерето (Алесандрија)
Пјанчерето је насеље у Италији у округу Алесандрија, региону Пијемонт.
Према процени из 2011. у насељу је живело 93 становника. Насеље се налази на надморској висини од 281 м.